# Antonio Cuadri Vides
Antonio Cuadri Vides (Trigueros, 1960) és guionista i director de cinema i televisió espanyol.
Estudia el batxillerat elemental i superior a Sevilla. Diplomat a l'Escuela de Cine Centro Vida de Sevilla (1976).
Entre els anys 1977 i 1982 va cursar estudis de cinema i televisió a la Facultad de Ciencias de la Información de Madrid, període en què va rodar els seus primers curtmetratges de ficció en supervuit, després de crear a Sevilla el Colectivo Cinematográfico El Bodrio al costat dels seus amics Luis Manuel Carmona, Aurelio Domínguez, Rafael Lora i Pepe Castaño, pels quals va rebre premis en alguns certàmens cinematogràfics espanyols. El 1983 comença a treballar a Sevilla com realitzador, productor i guionista i els seus treballs van ser emesos per TVE (centre regional d'Andalusia) i posteriorment, el 1987, a partir de la creació de Canal Sur Televisión en aquesta cadena, on desenvolupa i dirigeix sèries documentals, informatius i magazins. Alhora, en aquests anys, du a terme treballs docents com a professor d'audiovisuals a la Cátedra Ambulante de Historia y Técnica del Cine, de la Fundación Luis Cernuda, de la Diputació de Sevilla. Així mateix du a terme treballs audiovisuals com a realitzador de vídeos institucionals i publicitaris i escriu i produeix alguns treballs de joves directors andalusos.
El maig de 1989 es trasllada i instal·la a Madrid, on prossegueix la seva carrera professional i on du a terme tasques com a guionista, director i realitzador de programes i sèries de televisió, adaptació i desenvolupament de projectes televisius, així com espots publicitaris. Des de 1989 fins a 1993 va treballar en exclusiva, com a director-realitzador, guionista i desenvolupament de projectes, per a les companyies el grup d'empreses Rewiew, Video-Report i Tripictures. Des de 1993 fins a 1994, a Tesauro. Des de 1995 fins a 1997, a Sogecable-Canal+ com a director-realitzador i coordinador de realització, on els seus programes  El + Plus  i  Las noticias del guiñol  van rebre excel·lents crítiques i van ser guardonats amb diversos premis. Des de 1997 fins a 2001, treballa en exclusiva igualment per a Bocaboca Producciones, com a guionista, director i coordinador d'imatge de la productora. En aquests anys, per a Tele 5 crea la sèrie juvenil  Al salir de clase , sent el responsable de la creació de la sèrie, de l'elecció del càsting inicial i de la direcció dels episodis de les primeres temporades. També va col·laborar en la creació de la sèrie d'Antena 3 Desesperado Club Social. El 1999 dirigeix el seu primer telefilm per a la Forta, Clara, i el 2000, el seu primer llargmetratge per a la pantalla gran, La gran vida, pel·lícula en la qual va dirigir actors com Salma Hayek o Carmelo Gómez. Entre l'any 2001 i 2006 alterna la direcció de llargmetratges com Eres mi héroe, pel que rep el premi com a millor director en el Festival de Cinema de Peníscola el 2004, o La buena voz, amb la direcció de capítols de sèries com Abogados o  Manolito Gafotas . El 10 d'abril de 2007, estrena a Minas de Riotinto el seu film més ambiciós, El corazón de la tierra, pel·lícula de repartiment internacional basada en la novel·la homònima del també de Huelva Juan Cobos Wilkins, que va obtenir el premi a la millor pel·lícula en el Los Angeles Latino International Film Festival. Entre 2008 i 2010 treballa com a director en sèries del Grupo Ganga Producciones, firmant sis episodis de la sèrie  Cuéntame cómo pasó , de TVE. El 2011 du a terme la TV movie per a Canal Sur i la Televisió Gallega Lo que ha llovido, i el 2012 realitza per a Radio María el curtmetratge Hay mucha gente buena, com a reconeixement al voluntariat d'aquesta emissora en tot el món.
Alguns dels guardons obtinguts per Antonio Cuadri:
- Lo + Plus, Premi Ondas al programa més innovador de televisió 1996.
- Las noticias del Guiñol, Premi Ondas al millor programa d'entreteniment 1997.
- Premi de l'Acadèmia de les Ciències i les Arts de Televisió d'Espanya el 1998 i el 2000.
- Al salir de clase, Premi Ondas a la millor sèrie de ficció el 2001.
- Desesperado Club-Social, Premi Ondas al millor magazín juvenil 2001.
- Eres mi héroe, Premi del Jurat com a Millor Director del 15è Festival Internacional de Cinema de Comèdia de Peníscola, el 2003.

## Filmografia
| Any       | 'Pel·lícula |
| --------- | --- |
| 2012      | Hay mucha gente buena (curt per a Radio María; director i coguionista).                                                                                   |
| 2011      | Lo que ha llovido (TV movie per a Canal Sur Televisión i Televisión de Galicia; director i coguionista).                                                  |
| 2010      | "Ding-Dong, Ding-Dang" (video-clips per a "The Rebels"; guionista i director).                                                                            |
| 2010      | El regreso (capítol 199 de la sèrie "Cuéntame cómo pasó", de TVE; director).                                                                              |
| 2009      | Una lección muy particular(capítol 196 de la sèrie "Cuéntame cómo pasó", de TVE; director).                                                               |
| 2009      | Los nombramientos siempre llegan en moto (capítol 189 de la sèrie "Cuéntame como pasó", de TVE; director).                                                |
| 2009      | En las fiestas, paella (capítol 185 de la sèrie "Cuéntame como pasó", de TVE; director).                                                                  |
| 2008      | La mano en el fuego (capítol 174 de la sèrie "Cuéntame como pasó", de TVE; director).                                                                     |
| 2008      | Vender o no vender, esa es la cuestión (capítol 172 de la sèrie "Cuéntame como pasó", de TVE; director).                                                  |
| 2007      | Dos semanas con Picasso (documental per a Cervantes TV; director).                                                                                        |
| 2007      | Open Graves (dirigida per Álvaro de Armiñán; productor).                                                                                                  |
| 2007      | The Show must go on (videoclip musical per a Innocence; director).                                                                                        |
| 2007      | El corazón de la tierra (director, productor i guionista).                                                                                                |
| 2006      | La buena voz (director). |
| 2005      | Un difunto, seis mujeres y un taller (Tv movie per a A3 TV; director i coguionista).                                                                      |
| 2004      | El latido de la tierra (documental de televisió per a Forta; director i guionista).                                                                       |
| 2004      | Manolito Gafotas (quatre episodis de la sèrie de A3 TV; director).                                                                                        |
| 2003      | Eres mi héroe (director, productor i guionista). |
| 2000      | La gran vida (director). |
| 1999-2001 | Desesperado Club Social (magazine musical juvenil TV; director, adaptació format i càsting).                                                              |
| 1999      | Un país maravilloso (sis programes concurs A3 TV; director i adaptació format; director)                                                                  |
| 1999      | Clara (TV movie per a Forta; director). |
| 1998      | Diario ABC (espot TV, Agencia Veinte Segundos; director).                                                                                                 |
| 1998      | Lancome (espot TV, Agencia Veinte Segundos; director). |
| 1998      | Navidad Perfumerías Conrado Martín (espot TV, Agencia Veinte Segundos; director).                                                                         |
| 1998      | Cadena Cope (Spot TV, Agencia Veinte Segundos; director).                                                                                                 |
| 1997-2001 | Al salir de clase (125 episodis sèrie Tele 5 TV; director, argument, idea original i càsting inicial).                                                    |
| 1996      | Todos los hombres sois iguales (programa especial de Navidad de la sèrie de Tele 5 TV; director i guionista).                                             |
| 1996      | El gusto es nuestro (concierto per a Canal Plus TV de Serrat, Ana Belén, Víctor Manuel i Miguel Ríos; realitzador).                                       |
| 1995-1996 | Las noticias del guiñol i La semana del guiñol (informatius satírics per a Canal Plus TV; director i realitzador).                                        |
| 1995-1996 | Lo + Plus (250 programes del magazín per a Canal Plus TV; codirector, realitzador i creació-adaptació del format).                                        |
| 1994      | Adivina quién miente esta noche (13 programes del concurs de TVE 1; director i guionista).                                                                |
| 1993      | Pasacalle (26 programes del concurso de Telemadrid; director i guionista).                                                                                |
| 1993      | Gran Gala del Sorteo Millonario (programa especial per a TVE 1; director i guionista).                                                                    |
| 1993      | Sotogrande (vídeo comercial per a Cubiertas y MZOV). |
| 1992      | Sevilla entre dos exposiciones (documental per a Tele-Expo Canal Sur TV; realitzador i guionista).                                                        |
| 1992      | Del natural (documental dramatitzat de 13 programes per a Canal Sur TV; director i realitzador).                                                          |
| 1992      | Especial Navidad Alfredo Krauss (musical per a TVE 2; realitzador multicàmera).                                                                           |
| 1991      | A pie por el Himalaya (documental de quatre programes per a ETB; director i guionista).                                                                   |
| 1991      | Madrid, un sueño evocador (documental dramatitzat de 13 programes per a Telemadrid; director i realitzador).                                              |
| 1991      | Matiuska Russia (documental històric i turístic per a Sky Com.; director).                                                                                |
| 1991      | Robin Hood, Príncipe de los Ladrones (vídeo promocional llançament home-video per a Tripictures; realitzador).                                            |
| 1990      | El talento andaluz (documental dramatitzat de 13 programes per a Canal Sur TV; director i realitzador).                                                   |
| 1990      | Greta Garbo (vídeo promocional de la seva filmografia per a home-video i televisió. Tripictures; realitzador).                                            |
| 1989      | Fanzine (10 primers programes de magazine musical per a Canal Sur TV; director, realitzador i creació de format. Guionista: Juan Diego Fernández Rosado). |
| 1988      | Conventos andaluces (10 primers programes del documental per a Canal Sur TV; director i realitzador).                                                     |
| 1987      | Curso de ajedrez (13 programes didàctics centre regional TVE d'Andalusia; realitzador).                                                                   |
| 1987      | Savia andaluza (13 programes musicals centre regional TVE d'Andalusia; realitzador).                                                                      |
| 1987      | Teatro de andaluces (13 programes dramàtics centre regional TVE d'Andalusia; realitzador).                                                                |
| 1987      | Las dos orillas (dirigida per Juan Sebastián Bollaín; productor).                                                                                         |
| 1986      | Recuperar la salud (cinc publireportatges per a la Consejería de Salud y Consumo. Expansa; director).                                                     |
| 1986      | La gorda de la lejía (campanya de espots publicitaris per a Televisión de Merlimsa; Productos Tres Sietes; director).                                     |
| 1986      | Para el consumidor andaluz (tres publireportatges per a la Consejería de Salud y Consumo. Expansa; director).                                             |
| 1985      | La reforma sanitaria en marcha (13 publireportatges per a la Consejería de Salud y Consumo de la Junta de Andalucía. Expansa; director).                  |
| 1982      | La torre en fiestas (visita a Sevilla del papa Juan Pablo II. Obra Cultural de la Caja de Ahorros y Monte de Piedad de Sevilla; director).                |
| 1985      | Madre in Japan (dirigida per Francisco Perales; coguionista i productor).                                                                                 |
| 1982      | Melodías de Broadway (curt S-8 45 minuts; director, productor i guionista).                                                                               |
| 1981      | ¿Estudias o trabajas...? (curt S-8 25 minuts; director, productor i guionista).                                                                           |
| 1979      | Aurelio no quiero verte serio (curt S-8; director, productor i guionista).                                                                                |
| 1978      | Artículo de fondo (curt S-8 30 minuts; director, productor i guionista).                                                                                  |
| 1977      | Antoñito José se va a la mili (curt S-8 45 minuts; director, productor i guionista).                                                                      |